# Vrba lýkovcová
Vrba lýkovcová (Salix daphnoides) je nápadná dvoudomá dřevina nejčastěji stromovitého vzrůstu, která je v rodu vrba řazena do podrodu Vetrix.

## Výskyt
Areál původního výskytu je omezen většinou jen na centrální Pyreneje, Vogézy, severní Apeniny, Alpy, Karpaty a Dinárské hory, dále na Velkou Británii, východní Pobaltí a jih Norska i Švédska a oblast Karélie v Rusku. Další řada lokalit v Lucembursku, na severu Německa nebo ve středním Polsku jsou výsledkem umělé výsadby. Mimo Evropu se vyskytuje jen ojediněle, většinou tam byla introdukována.
Je vázána na specializovaná prostředí písečných a štěrkových naplavenin v záplavové zóně, kde při vzrůstu uniká konkurenci silnějších rostlin. Roste v prostředí, které je charakterizováno velmi proměnlivým průtokem vody v blízkém říčním korytě, divočením řeky, vlhkosti v horních vrstvách půdy a nedostatkem živin ve spodních. Přestože je považována za horskou vrbu, roste i v nížinatých oblastech, vyrůstá i na sypkých pobřežních dunách Baltského moře. Jinak vystupuje v Alpách až do výše 2000  m n. m.
V České republice se přirozeně vyskytuje pouze v Moravskoslezských Beskydách ve vnějším cípu západních Karpat na štěrkových říčních náplavách. Je však na území naší republiky často nacházena i na jiných místech, kde byla jako okrasná, medonosná a břehy zpevňující dřevina vysázena.

## Popis

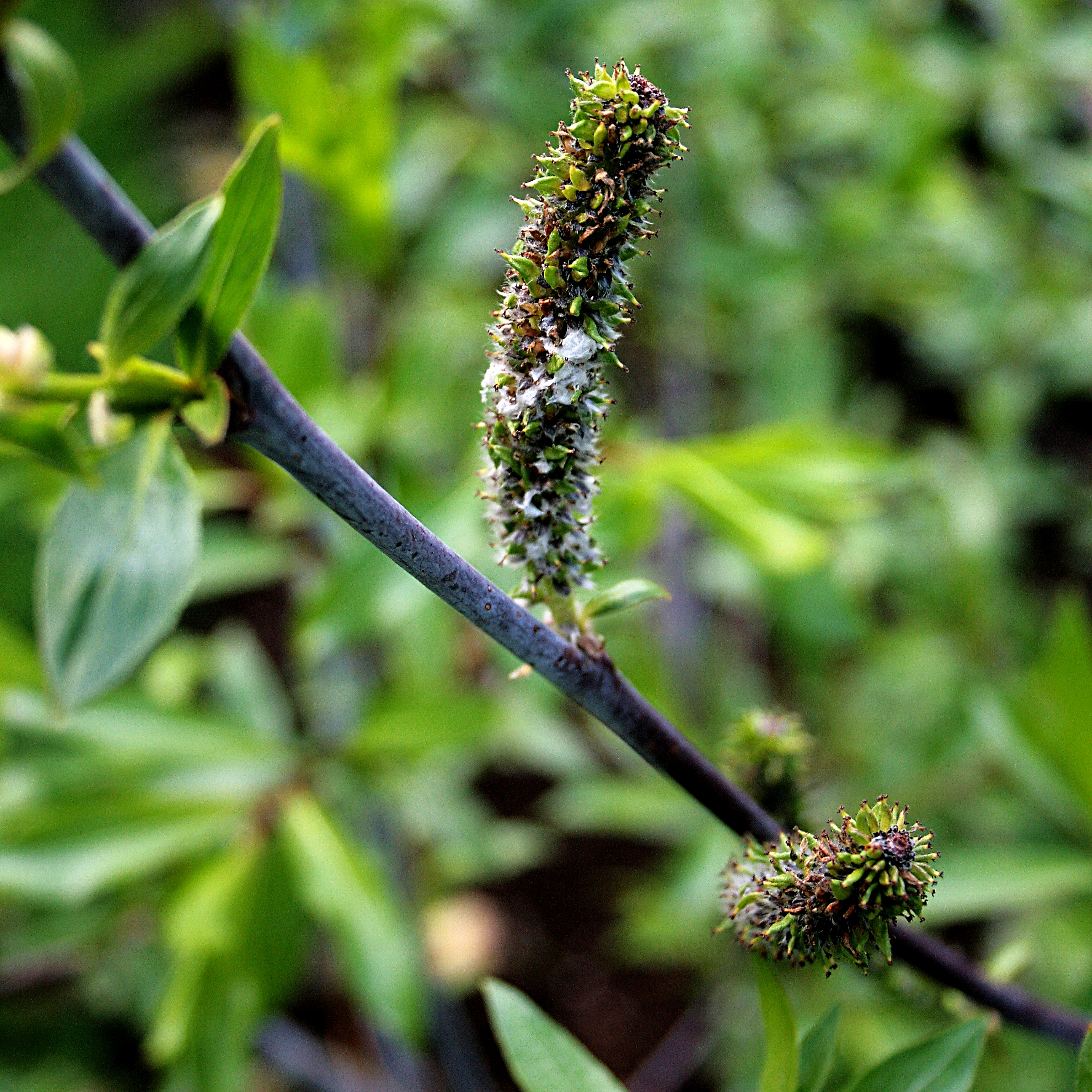
Samičí jehnědy

Velmi rychle rostoucí strom s řídkou vejčitou korunou s větvemi vystoupavými nebo šikmo odstávajícími, který bývá vysoký až 10 m; někdy ale mívá tvar zahuštěného keře dorůstajícího do 6 m. Kmen má hladkou světle šedou kůru, bývá jen u paty rozbrázděná, je tlustý až 20 cm. Snadno se lámající namodrale letorosty mají nazelenalou, hnědou nebo načernalou barvu, později získávají namodralé ojínění. Květní pupeny jsou lysé, výrazně špičaté. Listy s řapíky dlouhými zhruba 1 cm mají dlouhé, vejčité nebo kopinaté pilovité palisty srostlé s řapíky. Palisty opadávají až s listy které na podzim žloutnou a na stromě zůstávají dlouze. Lysé listové čepele jsou podlouhlé až podlouhle obkopinaté, mívají délku 5 až 10 cm a šířku 1,5 až 3 cm. Bázi mají zúženou nebo zaoblenou, vrcholek krátce zašpičatělý, po obvodu jsou vroubkovaně pilovité až hladké. Lícní stranu mají silně lesklou, živě zelenou se světle žlutou až načervenalou hlavní žilnatinou, rubovou světlejší, potaženou stíratelným sivým voskovým povlakem a s vystouplou hlavní žilkou.
Jehnědy s jednopohlavnými květy jsou velké, samčí mají tvar chlupatých kuliček které obsahují květy s dvěma dlouhými lysými nitkami s podlouhlými fialově žlutými prašníky. Samičí jehnědy, dlouhé 2 až 5 cm, jsou zelené, obsahují lysý, po stranách široce smáčknutý, téměř přisedlý kónický semeník se 4 až 6 vajíčky, asi 1 mm dlouhou zahnutou čnělku se dvěma vedle sebe ležícími bliznami. Listen je dvoubarvý, u báze je světlý, na konci je hnědý až černý a dlouze chlupatý, nektarová žláza je dlouhá. Vykvétá ještě před vyrašením listů, od března do dubna. Plodem jsou lysé tobolky, dlouhé 3,5 až 4,5 mm, s drobnými ochmýřenými semeny.

## Rozmnožování
Vrba lýkovcová produkuje veliké množství semen, které mají krátkou dobu klíčivosti, po 14 dnech klíčí asi 50 %. Úspěšné vyklíčení a uchycení mladých semenáčků je vzácné, protože je podmíněno optimálními klimatickými a půdními podmínkami. Semeno vyklíčí po dopadu na vlhkou půdu do 24 hodin, klíčivost semen tehdy dosahuje téměř 100 %. Citlivost semenáčků na sucho a případné záplavy způsobují ovšem v prvém roce jejich mortalitu zpravidla mezi 90 až 100 %. Ovšem za vzácné souhry příhodných okolností může po blízkém i vzdáleném okolí vyrůst velký počet nových semenáčků.
Do bezprostředního okolí se rozšiřuje většinou vegetativně, pomoci kořenových výmladků nebo zakořeněním k zemi ohnutých větviček. Na nová stanoviště se šíří převážně dobře kořenícími zlomky nadzemních částí ulomených při zvýšeném průtoku vody a odnesené proudem, tak může vyrůst i v místech nevhodných pro semenáčky. Při umělém rozmnožování se velice dobře množí řízky.

## Využití
Již dlouhodobě se vysazuje jako okrasný strom do parků a zahrad, kde se dobře hodí pro svůj vzhled, nenáročnost a dlouhověkost, na jaře jsou zvláště nápadné velká sametová květenství jehnědy (kočičky). Bývá také vysazována jako význačná medonosná rostlina, která poskytuje již brzy z jara pro oslabená včelstva dostatek pylu a nektaru. Mnohdy je sázena na břehy vodních toků a nádrží s úkolem zpevňovat břehy a hráze. V posledních létech se s vrbou lýkovcovou, jako s rychle rostoucí a nenáročnou dřevinou, počítá pro energetické využití při pěstováním na plantážích, kde se co 5 let budou sklízet její výmladky pro výrobu štěpky.

## Ohrožení
Přestože vrba lýkovcová vyrůstá dosud v poměrně velkém počtu jedinců, hrozí potenciální nebezpečí zániku jejího biotopu, nestabilních štěrkových náplav rozvodňujících se řek, které jsou častým objektem vodohospodářských zásahů upravující koryta a zabraňující tak jejich rozlévání a měnění polohy. Jsou také problémy se samovolným rozšiřováním na nových stanovištích, kde je na kvalitnější půdě vytlačována invazní křídlatkou. Proto "Černý a červený seznam cévnatých rostlin České republiky" prohlásil v roce 2000 vrbu lýkovcovou za ohrožený druh.